# جون إدوارد مكجينتي
جون إدوارد ماكجينتي محلل للأوراق المالية ومصرفيًا استثماريًا في عالم البنوك بمدينة نيويورك وشيكاغو من عام 1970 إلى عام 2011. في البداية كان مختص بمجال الآت المزارع والبناء، وانشئ شركات الهندسة والبناء، وحافظ على تصنيفات الصناعة في كلا المجالين. تم تعيينه في واحدة من أقدم المؤسسات المالية من قبل H.C Wainwright and Company، عمل في مصرف كريدي سويس Group AG الاستثماري السويسري، ومصرف first boston لمدة 35 عام. في نهاية حياته المهنيه كمستشار أول عمل لفريق شيكاغو للخدمات المصرفية الاستثمارية في UBS في مجال عمليات الاندماج والاستحواذ.
ولد عام 1946 في سانت لويس بولاية ميسوري لأبوين جون وجلينيلا دافيسون ماكجينتي، وكان الرابع من بين ستة أطفال، وهو الابن الوحيد. كان والده نائب رئيس التسويق لشركة رالستون بورينا وكانت والدته ربة منزل. تخرج في مدرسة كيركوود الثانوية عام 1964 وفي عام 1968 حصل على درجة البكالوريوس في العلوم السياسية من جامعة نورث وسترن. كان عضو في منظمه اجتماعية تدعى الأخوة تشي بي سي (Chi Psi). التحق في احتياطي الجيش الامريكي واكمل تدريبه كاخصائي للشؤون الدينيه في الجيش الأمريكي المعروف بمساعد ملحق عام 1968 قبل الالتحاق بجامعة شيكاغو، حيث حصل عام 1970 على درجة الماجستير في إدارة الأعمال.

## مسيرته المهنية
بعد التخرج، انضم ماكجينتي إلى H. C. Wainwright في مدينة نيويورك. انضمت هذه الشركة إلى حقوق ملكية Weeden and Company الموجودة في غرينويتش التي استحوذت عليها، عانت هذه الشركة من مشاكل مالية في اواخر السبعينات مما سبب في اغلاقها عام 1978. انتقل ماكجينتي إلى First Boston، حيث كان فريق عمل أبحاث الأسهم الخاص بهذا المصرف في نيويورك، في عام 1985 أصبح المدير التنفيذي لهذا المصرف واستمر في منصبه بعد انتقال الأسرة إلى بوسطن في ولاية Massachusetts، حيث تولت زوجة ماكجينتي ساره وظيفة التدريس في جامعة هارفارد.
في عام 2006، تولى ماكجينتي وظيفة كبير المستشارين مع زملائه السابقين في مصرف Credit Suisse لفريق شيكاغو للخدمات المصرفية الاستثمارية في UBS في مجال عمليات الاندماج والاستحواذ. قام بالاشراف وتوجيه فريق من المحللين الشباب هناك وعمل مع المصرفي الأمريكي كاري كوتشمان. شارك في عملية بيع Bucyrus بقيمة 8.8 مليار دولار لشركة Caterpillar Inc عام 2010 ولعب دور بارز ذلك.
كان ماكجينتي محلل مادي معتمد يعمل في معهد المحلين الماليين المعتمدين (CFA) وعضو في جمعية نيويورك للمحللين الأمنيين. كان متحدثًا متكررًا للرابطة الوطنية لصانعي الأدوات الآلية والمنظمات التجارية الأخرى. ظهر اسمه في مجلة Institutional Investor (المعنية في فريق البحث المؤسسي المستثمر) لشركة All-American لمدة 31 عام من أول 33 عام من تصنيف المجلة، حصل لأول مره على المركز الأول بالتصنيف عام 1988. وظهر باستمرار في ترتيب الاستطلاعات السنوية لمجلة Greenwich. دخل أيضا في تصنيفات مجال الهندسة والبناء بعد عام 1995.

## حياته الشخصية
ماكجينتي تزوج من المعلمة والمؤلفة سارة إليزابيث مايرز، من مابلوود، نيو جيرسي. كان لديهم ثلاثة أطفال: جون ويليام وسارة نيل وويليام هيل ماكجينتي. كان لاعب غولف شغوف، أسس أول دوري لكرة القدم للفتيات في مدينة مونتكلير، نيو جيرسي وكان عضوًا نشطًا في مجلس كنيسة القديس James Episcopal هناك. كان عضوًا في مجلس أمناء جامعة سالفي ريجينا، حيث أعطى برنامجًا لمحاضرات التاريخ، في مجلس أمناء جودارد هاوس في بروكلين، ماساتشوستس. توفي 14 أكتوبر 2011، في مركز تافتس الطبي من مضاعفات المايلوما المتعددة.